# Магистрални пут 5
Магистрални пут 5 (скраћено М5) у Босни и Херцеговини води од хрватске границе код Бихаћа од кантона/регије Унско-санског, Бањалучке, Средње Босне, Сарајевски, Сарајевско-Романијске, Босанско подрињског кантона и Фочанске регије.